# Poemas sinfónicos (Liszt)

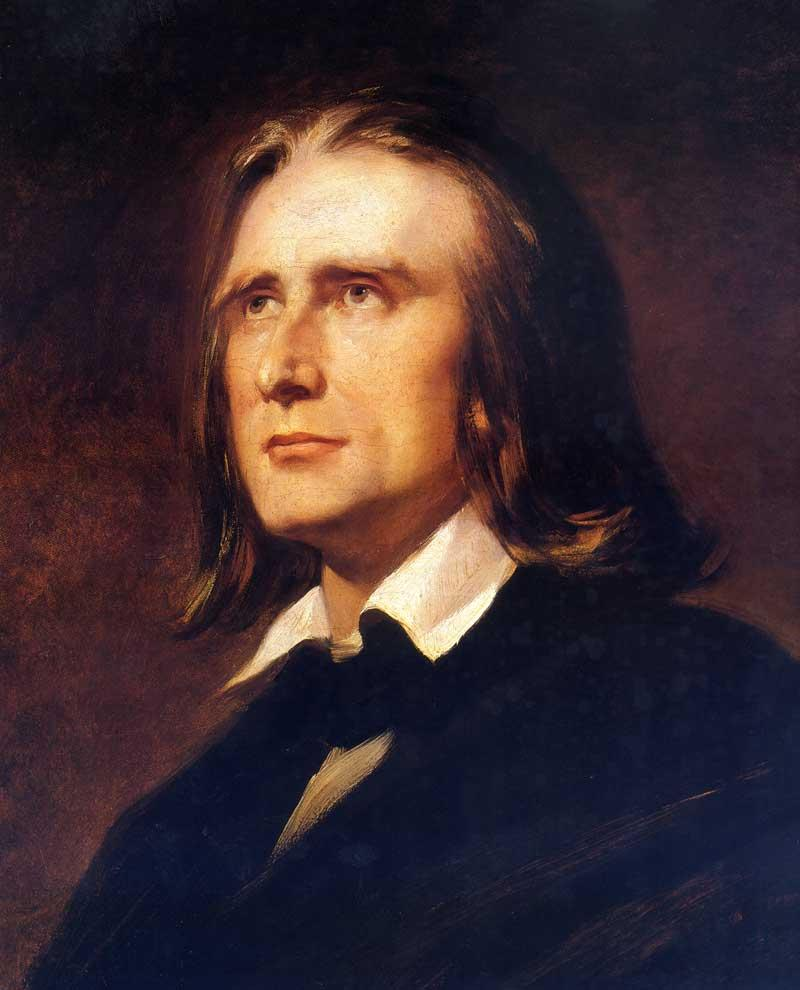
Franz Liszt en 1856. Retrato de Wilhelm von Kaulbach.

Los Poemas sinfónicos son una serie de trece obras orquestales del compositor húngaro Franz Liszt y que están numerados como S.95–107 en el catálogo de Humphrey Searle. Los primeros doce fueron compuestos entre 1848 y 1858, aunque parte del material usado fue ideado con anterioridad; y el último, De la cuna a la tumba, después de 1882. Estas obras ayudaron a establecer el género de la música programática orquestal (composiciones escritas para ilustrar proyectos extramusicales derivados de una obra teatral, un poema, una pintura u obras de la naturaleza). Sirvieron de inspiración para los poemas sinfónicos de Bedřich Smetana, Antonín Dvořák y Richard Strauss, entre otros.
La intención de Liszt para estas obras con un único movimiento, según el musicólogo Hugh MacDonald, fue «mostrar la lógica tradicional del pensamiento sinfónico». En otras palabras, el compositor quería que estas obras mostraran una complejidad en la interacción de sus temas similar a la que habitualmente está reservada para el movimiento de apertura en la sinfonía tradicional; esta sección principal era considerada normalmente como la más importante en el conjunto más amplio de la sinfonía, en términos de logros académicos y de arquitectura musical. Al mismo tiempo, quería incorporar la capacidad de la música programática para inspirar a los oyentes a imaginar escenas, imágenes o estados de ánimo. Para capturar estas cualidades dramáticas y evocadoras y a la vez alcanzar las proporciones del movimiento de apertura, combinó elementos propios de la obertura y de la sinfonía en un diseño modificado de la sonata. La composición de los poemas sinfónicos resultó desalentadora. Fueron sometidos a un proceso de experimentación continua que incluyó muchas etapas de composición, ensayo y revisión para llegar a un equilibrio en la forma musical.
Consciente de que el público apreciaba la música instrumental con contexto, Liszt escribió prefacios para nueve de sus poemas. Sin embargo, la visión que tenía del poema sinfónico tendía a ser evocadora, usando música para crear un estado de ánimo general o una atmósfera en lugar de ilustrar una narración o describir algo literalmente. En este sentido, el especialista en la obra de Liszt Humphrey Searle sugiere que podía haber estado mucho más cercano a su contemporáneo Hector Berlioz que a muchos de los que lo siguieron en la composición de poemas sinfónicos.

## Antecedentes

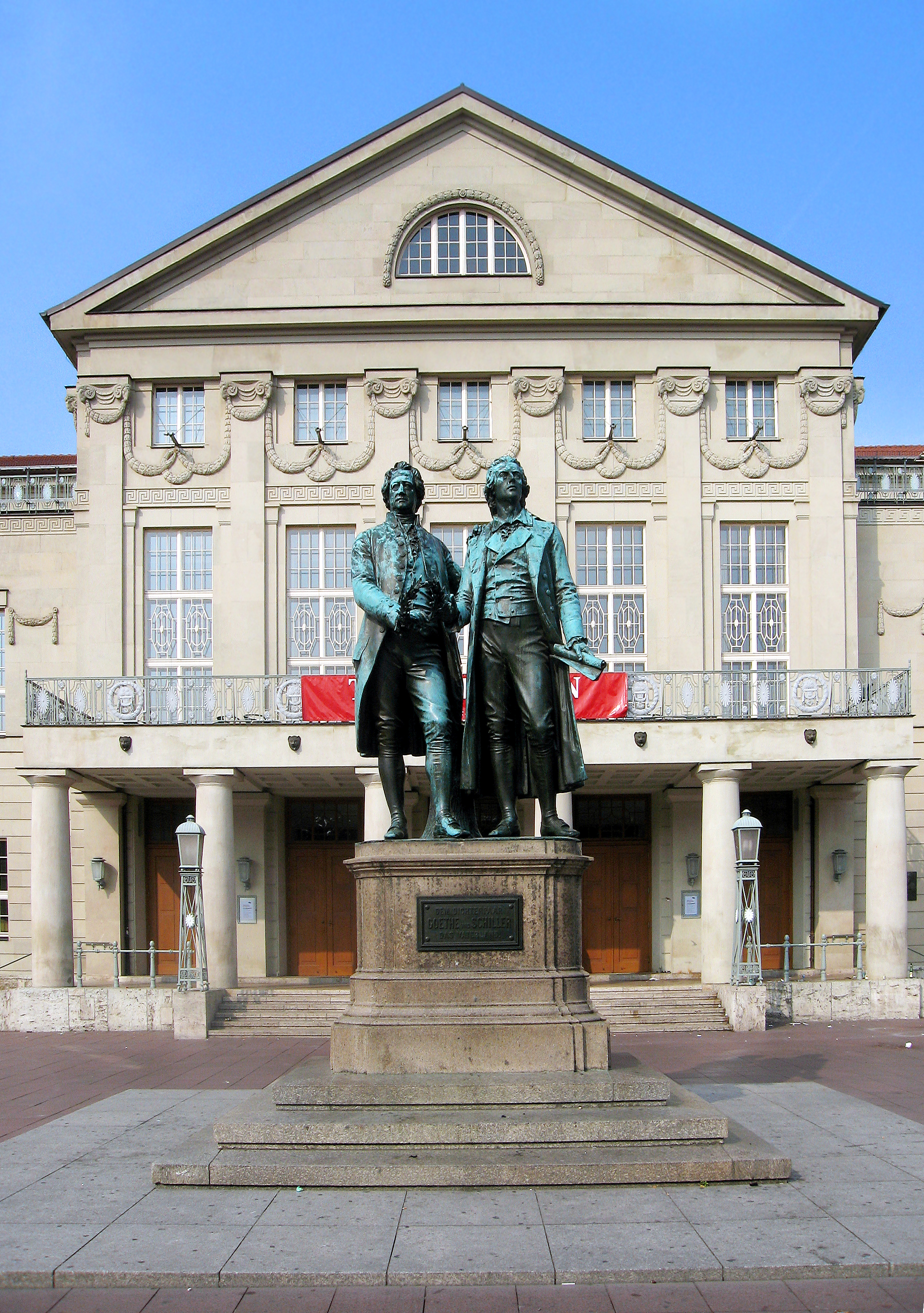
Goethe y Schiller en frente de la Orquesta Estatal de Weimar, donde se estrenaron varios de los poemas sinfónicos de Liszt.

Según el crítico musical e historiador Harold C. Schonberg, la llegada de la Revolución industrial trajo cambios en el modo de vida de las clases trabajadoras de comienzos del siglo XIX. Las clases sociales bajas y medias comenzaron a interesarse por las artes, que habían sido disfrutadas con anterioridad mayoritariamente por el clero y la aristocracia. En la década de 1830, había pocas salas de conciertos y las orquestas se utilizaban principalmente para la producción de óperas, mientras que se consideraba que las obras sinfónicas estaban muy por debajo en importancia. Sin embargo, la escena de la música europea sufrió una transformación en la década de 1840. Los conciertos públicos se convirtieron en una institución y el número de salas y locales donde se interpretaban se incrementó rápidamente. Los programas duraban a menudo tres horas, «incluso si el contenido era ligero: dos sinfonías o más, dos oberturas, números vocales e instrumentales, duetos, un concierto» y aproximadamente la mitad de la música representada era de naturaleza vocal. Las sinfonías de Wolfgang Amadeus Mozart, Joseph Haydn o Ludwig van Beethoven normalmente abrían o concluían los conciertos y «mientras esas obras se reverenciaban como modelos de gran música, definitivamente eran menos populares que las arias y las escenas de las óperas y oratorios que dominaban la parte central de esos conciertos».
El futuro del género sinfónico era dudoso. El musicólogo Mark Evan Bonds escribe: «incluso las sinfonías de compositores muy conocidos del siglo XIX como Étienne Nicolas Méhul, Gioachino Rossini, Luigi Cherubini, Ferdinand Hérold, Carl Czerny, Muzio Clementi, Carl Maria von Weber e Ignaz Moscheles se percibían en su época como bajo la sombra de las de Haydn, Mozart, Beethoven o alguna combinación de los tres». Mientras muchos compositores continuaron escribiendo sinfonías durante las décadas de 1820 y 1830, «había un sentimiento creciente de que dichas obras eran muy inferiores estéticamente a las de Beethoven. [...] La verdadera cuestión no era si se podían escribir aún sinfonías, sino si el género podía continuar prosperando y creciendo como lo había hecho durante el medio siglo anterior de manos de Haydn, Mozart y Beethoven. En este sentido, había grados variables de escepticismo y casi nadie era optimista». Hector Berlioz era el único compositor «capaz de competir satisfactoriamente con el legado de Beethoven». Sin embargo, Felix Mendelssohn, Robert Schumann y Niels Gade también obtuvieron éxito con sus sinfonías, deteniendo temporalmente el debate referente a la muerte del género. A pesar de todo, los compositores cambiaron gradualmente a la «forma más compacta» de la obertura de concierto «como un vehículo con el cual mezclar las ideas musicales, narrativas y pictóricas». Sirven como ejemplos las oberturas de Mendelssohn El sueño de una noche de verano (1826) y Las Hébridas (1830).

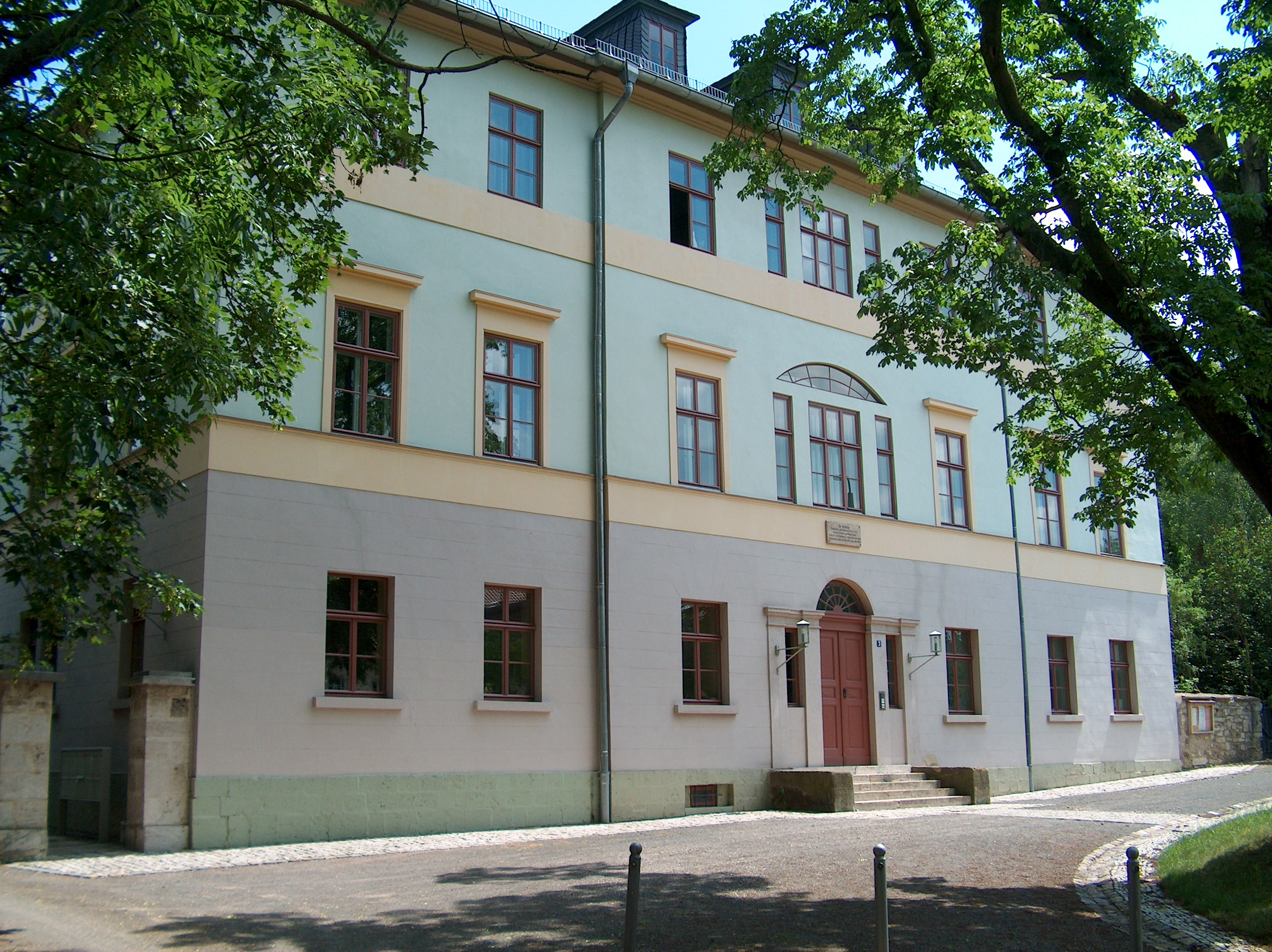
Altenburg, residencia de Franz Liszt en Weimar (Alemania) entre 1848–1861, época en la que compuso sus primeros doce poemas sinfónicos.

Franz Liszt, un compositor húngaro, había intentado escribir su Sinfonía revolucionaria ya en 1830; sin embargo, al comienzo de su vida adulta centró su interés principalmente en su carrera como intérprete. En 1847, era famoso en Europa como un virtuoso pianista. La «Lisztomanía» recorría Europa, la carga emocional de sus recitales los convirtieron en «algo místico en lugar de ser eventos musicales serios» y la reacción de muchos de los oyentes podría ser descrita como histérica. El musicólogo Alan Walker afirma que «Liszt era un fenómeno natural y la gente estaba dominada por él. [...] Con su cautivadora personalidad y su larga melena de pelo suelto creó una puesta en escena asombrosa. Y había muchos testigos para declarar que su interpretación había elevado realmente el estado de ánimo de la audiencia hasta un nivel de éxtasis místico». Las demandas para realizar conciertos se «incrementaron exponencialmente» y «cada aparición pública provocaba la demanda de otra docena». Liszt deseaba componer música, como trabajos orquestales a gran escala, pero carecía de tiempo para hacerlo debido a sus viajes como virtuoso al piano. En septiembre de 1847, dio su último recital público como artista contratado y anunció su retirada del circuito de conciertos, instalándose en Weimar, donde había sido maestro de capilla honorífico en 1842, para trabajar en sus composiciones.
Weimar era una pequeña ciudad que tenía mucho atractivo para el compositor húngaro. Dos de los hombres de letras más importantes de Alemania, Johann Wolfgang von Goethe y Friedrich Schiller, habían vivido allí. Como uno de los centros culturales de Alemania, Weimar poseía un teatro y una orquesta, además de sus propios pintores, poetas y científicos. La Universidad de Jena también estaba cercana. Pero lo más importante era que en la ciudad vivía la mecenas de las artes y las ciencias María Pávlovna Románova, hermana del zar Nicolás I de Rusia. «Esta triple alianza de corte, teatro y academia era difícil de resistir». La ciudad también recibió su primera línea ferroviaria en 1848, lo que le daba a Liszt un acceso razonablemente rápido hacia el resto de Alemania.

## Invención del poema sinfónico

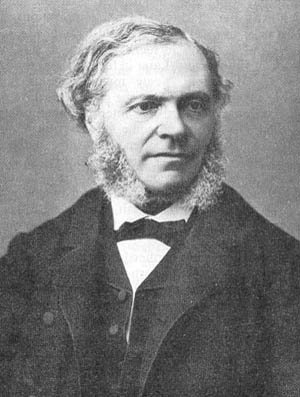
Algunos musicólogos, como Norman Demuth y Julien Tiersot, consideran que el compositor francés César Franck escribió el primer poema sinfónico, titulado Ce qu'on entend sur la montagne.

Liszt deseaba expandir las obras de un único movimiento más allá de la forma de obertura de concierto. La música de las oberturas pretende inspirar a los espectadores a imaginarse escenas, imágenes o estados de ánimo; Liszt intentó combinar estas cualidades programáticas con la escala y complejidad normalmente reservadas para el movimiento de apertura de las sinfonías tradicionales. El movimiento de apertura, con su interacción de temas contrastantes bajo la forma sonata, se consideraba habitualmente la parte más importante de la sinfonía. Para alcanzar sus objetivos, necesitaba un método más flexible que la forma sonata para desarrollar temas musicales pero que debía preservar completamente la unidad musical de la composición.
Liszt encontró su método a través de dos técnicas compositivas, que usó en sus poemas sinfónicos. La primera de ellas fue la forma cíclica, un procedimiento establecido por Beethoven en el que no sólo se unen ciertos movimientos sino que en realidad unos reflejan el contenido de los otros. Liszt llevó la técnica de Beethoven un paso más allá, combinando movimientos separados en una estructura cíclica de un único movimiento. Muchas de las obras de madurez de Liszt siguen este patrón y Los preludios es uno de los ejemplos mejor conocidos. La segunda fue la transformación temática, un tipo de variación en la que se cambia el tema, no a uno relacionado o subsidiario sino a algo nuevo, separado e independiente. La transformación temática, como la forma cíclica, no era una novedad, ya que había sido usada previamente por Mozart, Beethoven y Haydn. En el movimiento final de la Novena Sinfonía de Beethoven, el compositor había transformado el tema de la «Oda a la alegría» en una marcha turca. Weber y Berlioz también habían usado esta técnica y habían transformado temas, y Franz Schubert usó la transformación temática para unir movimientos en su Wanderer Fantasie («Fantasía del caminante»), una obra que tuvo una gran influencia en Liszt. Sin embargo, el compositor húngaro perfeccionó la creación de estructuras formales considerablemente más largas a través de la transformación temática, no sólo en los poemas sinfónicos sino también en otras obras como su Segundo concierto para piano y su Sonata para piano en si menor. De hecho, cuando una obra debía ser abreviada, Liszt solía recortar secciones cuyo desarrollo musical era convencional y en cambio preservar las secciones con transformación temática.
Entre 1845 y 1847, el compositor francés César Franck escribió una pieza orquestal basada en el poema de Victor Hugo Ce qu'on entend sur la montagne. La obra exhibía las características de un poema sinfónico y algunos musicólogos, como Norman Demuth y Julien Tiersot, lo consideran como el primero del género, precediendo a las composiciones de Liszt. Sin embargo, Franck no publicó ni interpretó su pieza; ni tampoco se dedicó a definir el género. La determinación de Liszt para explorar y promover el poema sinfónico hizo que se ganara el reconocimiento como inventor del género.
Antes de acuñar el término «poema sinfónico», Liszt introdujo varias de estas nuevas obras orquestales como oberturas; de hecho, algunos de los poemas eran inicialmente oberturas o preludios para otras obras, sólo posteriormente fueron expandidas o reescritas sobrepasando los límites de la forma obertura. La primera versión de Tasso, lamento y triunfo, según indicó el propio compositor, era una obertura incidental para la obra de Johann Wolfgang von Goethe de 1790 Torquato Tasso, representada para el festival del centenario de Goethe en Weimar. La primera representación de Orfeo tuvo lugar en Weimar el 16 de febrero de 1854 como un preludio de la ópera de Christoph Willibald Gluck Orfeo y Eurídice. De la misma forma, Hamlet se estrenó en 1858 como un preludio para la tragedia homónima de William Shakespeare. Liszt usó el término «poema sinfónico» por primera vez en público durante un concierto en Weimar el 19 de abril de 1854 para referirse a Tasso. Cinco días después, usó el término «poèmes symphoniques» en una carta a Hans von Bülow para describir Los preludios y Orfeo.

## Proceso compositivo

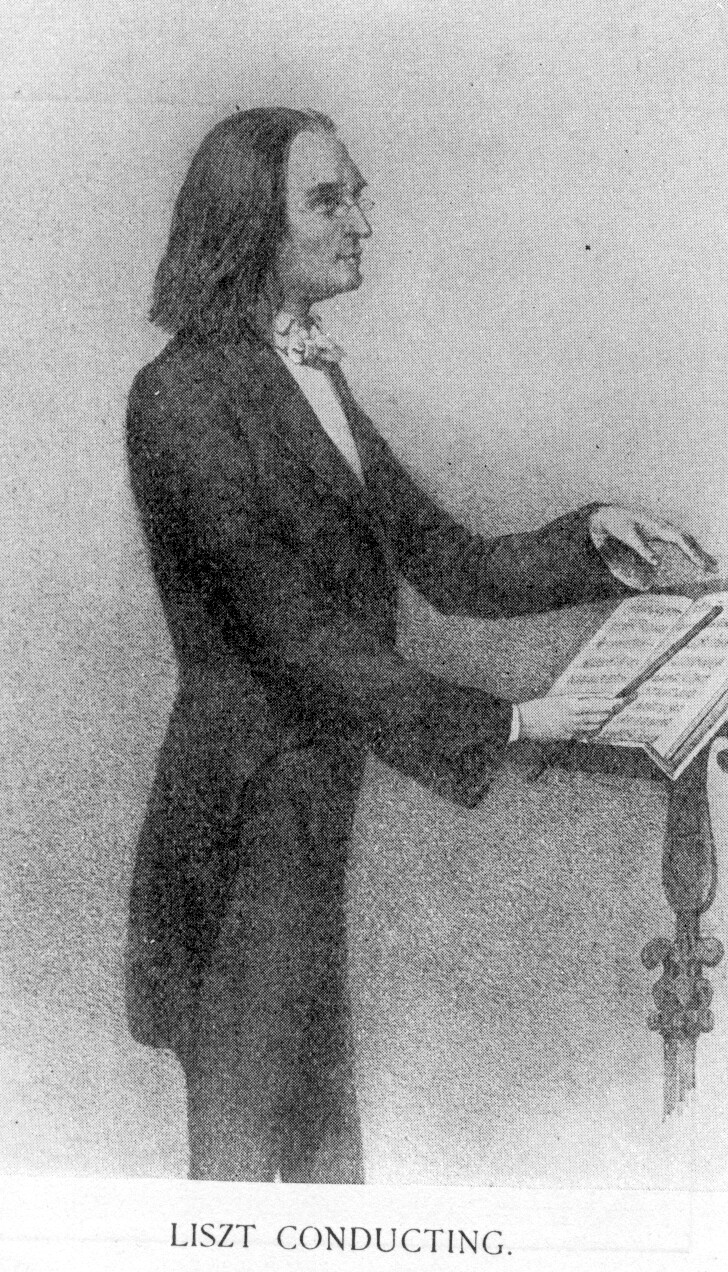
Franz Liszt dirigiendo. Afirmaba que «Necesitaba escuchar [mis obras] a fin de hacerme una idea sobre ellas».

Lo particularmente impactante de los poemas sinfónicos de Liszt es el acercamiento a la forma musical. Como estructuras puramente musicales, los poemas sinfónicos no siguen una presentación y desarrollo estrictos de temas musicales como deberían tener bajo la forma sonata. En lugar de ello, siguen un patrón episódico aproximado, en el que los motivos —melodías recurrentes asociadas a un tema— son transformados temáticamente de una forma similar a la que hizo famosa posteriormente Richard Wagner. Las recapitulaciones, donde habitualmente se repiten los temas que después son combinados y contrastados en el desarrollo, son reducidas, mientras que las codas, en las que generalmente las piezas musicales giran hacia su conclusión, son ampliadas enormemente a un tamaño y envergadura que puede afectar al concepto del oyente sobre los temas. Los temas se deslizan hacia unos patrones de orden nuevos e inesperados, y tres —o cuatro— estructuras de movimiento convergen en una sola, en un proceso continuo de experimentación creativa.
Parte de dicha experimentación creativa fueron aproximaciones de ensayo y error. Construyó sus composiciones con diferentes secciones musicales que no necesariamente tenían comienzos y finales claros. Esbozó las secciones, a veces sin completar la totalidad de ellas, en un pequeño número de pentagramas con alguna indicación de la orquestación. Una vez sus ayudantes —August Conradi de 1848 hasta 1849 y Joachim Raff desde 1850 hasta 1853— habían desarrollado las ideas de Liszt y habían proporcionado una partitura de un nivel aceptable, entonces el propio compositor realizaba revisiones ulteriores; trasladaba secciones a fin de formar relaciones estructurales diferentes y modificaba los materiales conectivos o los componía de nuevo, completando la pieza musical. A continuación, se copiaba la partitura para ensayarla con la Orquesta de la Corte de Weimar y se realizaban retoques adicionales a la luz de esta experiencia práctica. Muchos años después, Liszt recordaba cómo su desarrollo compositivo dependía de escuchar a la orquesta interpretar sus obras: «Necesitaba oírlas para hacerme una idea de ellas». Añadió que era principalmente por esta razón, y no simplemente para garantizar un público para sus propias obras, que las promovió en Weimar y otros lugares. Después de muchas etapas de composición, ensayo y revisión, podía obtener una versión que le parecía equilibrada en la forma musical y con la que estaba satisfecho. Sin embargo, tenía la costumbre de escribir las modificaciones en las partituras ya impresas. Desde su perspectiva, sus composiciones se mantuvieron como «obras en progreso», dado que siguió remodelando, rehaciendo, añadiendo o quitando material a las mismas. En algunos casos, podía existir una composición con cuatro o cinco versiones de manera simultánea.
Tasso, basado en la vida del poeta italiano del siglo XVI Torquato Tasso, es un ejemplo perfecto tanto del método de trabajo de Liszt como de sus logros basados en una turbulenta experimentación. La versión de 1849 seguía el esquema de una obertura convencional, dividida en una sección lenta («Lamento») y una rápida («Triunfo»). Incluso con esta división, la obra entera era realmente un conjunto de variaciones sobre una melodía sencilla —un himno popular que un gondolero veneciano le cantó al compositor húngaro a finales de los años 1830—. Entre las revisiones más significativas que Liszt hizo se incluye la adición de una sección central a la manera de un minueto. El tema de éste era, una vez más, una variante del himno popular del gondolero, convirtiéndose así en un ejemplo más de la transformación temática. Más calmada que el resto de secciones exteriores, se tenía la intención de representar los años más estables de la vida de Tasso durante su estancia con la familia Este en Ferrara. En una nota al margen, Liszt informa al director que la orquesta «asume un papel doble» en esta sección; las cuerdas interpretan una pieza autocontenida basada en la versión original del himno del gondolero mientras que las maderas interpretan otra basada en la variación usada en el minueto. Esta forma era muy empleada por el compositor italiano Pietro Raimondi, cuyo dominio del contrapunto era tal que había compuesto tres oratorios —José, Putifar y Jacob— que podían ser interpretados cada uno individualmente o todos en conjunto. Liszt estudió la obra de Raimondi pero el compositor italiano falleció antes de que Liszt pudiera conocerlo personalmente. Aunque la sección del minueto fue añadida probablemente para actuar como puente entre las secciones del lamento de apertura y el triunfante final, el añadido, junto con otras modificaciones, «hizo que la "obertura Tasso" ya no pudiera considerarse como tal». La pieza se convirtió en «demasiado larga y desarrollada» para considerarla una obertura y fue renombrada como un poema sinfónico.

## El papel de Raff

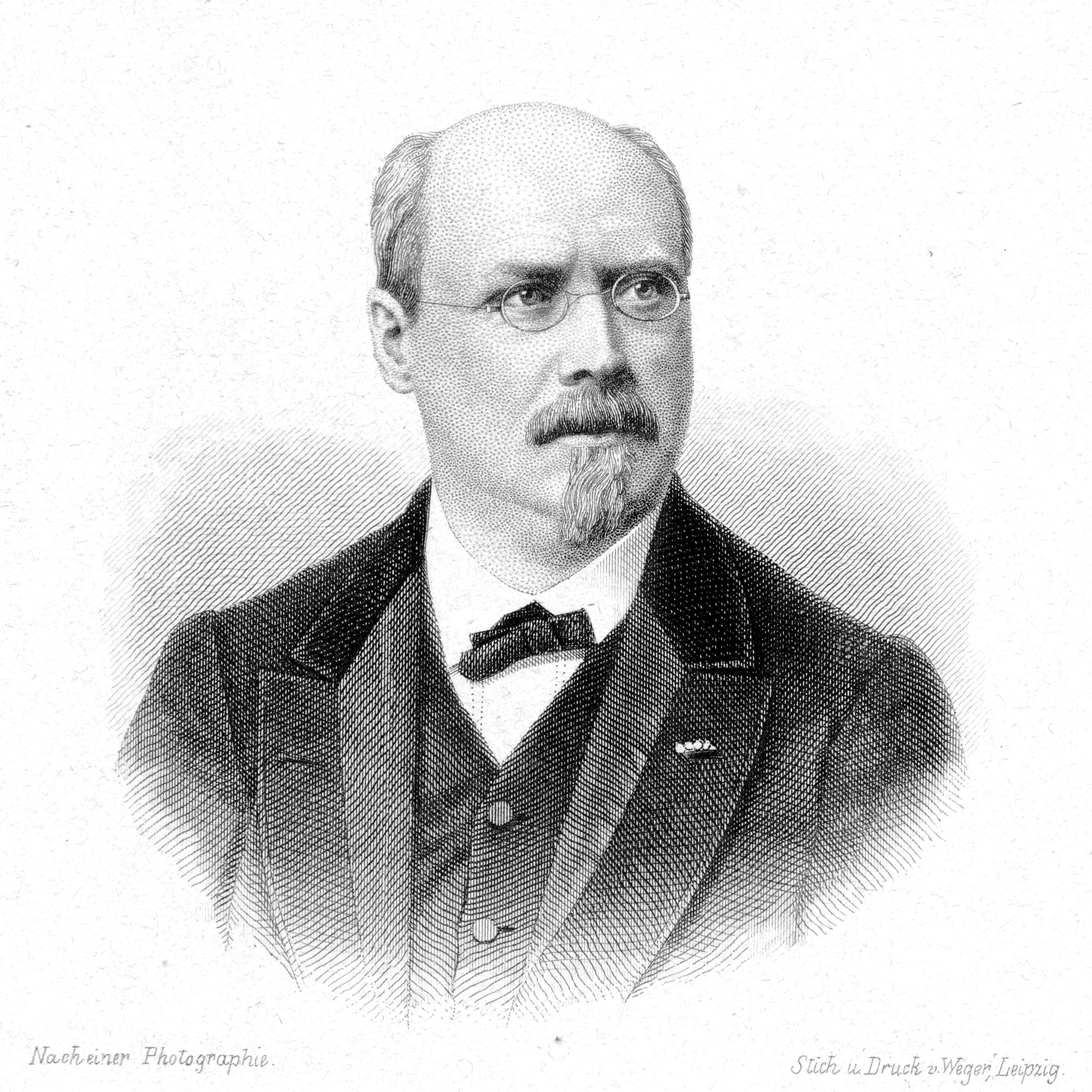
Joachim Raff, ayudante de Liszt, reivindicó su papel en el proceso compositivo de Liszt.

Cuando Liszt comenzó a escribir los poemas sinfónicos «tenía muy poca experiencia en la dirección orquestal, [...] su conocimiento de la técnica de instrumentación era defectuoso y apenas si había adaptado todavía nada para la orquesta». Por estas razones se apoyó por primera vez en sus ayudantes August Conradi y Joachim Raff para paliar las deficiencias de conocimiento y encontrar su «voz orquestal». Raff, «un compositor dotado con una gran capacidad imaginativa para la orquesta», fue una gran ayuda para Liszt. También fueron de ayuda el grupo de virtuosos presentes en aquella época en la orquesta de la corte de Weimar, con músicos como el trombonista Moritz Nabich, la arpista Jeanne Pohl y los violinistas Joseph Joachim y Edmund Singer. «[Liszt] se reunía diariamente con estos músicos y sus discusiones debieron de ser acerca del trabajo». Tanto Singer como el violonchelista Bernhard Cossmann tenían una amplia experiencia como intérpretes orquestales y probablemente conocían los diferentes efectos instrumentales que una sección de cuerda podía producir —conocimientos que Liszt habría encontrado muy valiosos y sobre los cuales pudo haber tenido muchas discusiones con estos dos hombres—. Con este repertorio de talento del cual aprender, el compositor húngaro pudo en realidad dominar la técnica de la orquestación razonablemente rápido. Hacia 1853, creyó que no necesitaba la ayuda de Raff y su asociación profesional finalizó en 1856. Además, en 1854 Liszt recibió un instrumento diseñado especialmente para él llamado «piano-órgano» de la firma Alexandre and fils de París. Este enorme instrumento, una combinación de piano y órgano, era básicamente una orquesta de una pieza que contenía tres teclados, ocho registros, un pedal y un conjunto de tubos que reproducían los sonidos de todos los instrumentos de viento. Con él, podía probar varias combinaciones instrumentales a su gusto como una ayuda adicional para su orquestación.
Aunque Raff fue capaz de ofrecer «sugerencias prácticas [en la orquestación] que tenían un gran valor para Liszt», pudo haber «un malentendido fundamental» en la naturaleza de su colaboración. El compositor húngaro quería aprender más acerca de la instrumentación y reconoció la mayor experiencia de Raff en dicha área. Por tanto, le dio a Raff unos esbozos de piano para que los orquestara, al igual que había hecho anteriormente con Conradi —«para que pudiera ensayarlos, meditarlos y luego, como su confianza creció, cambiarlos». Raff no estuvo de acuerdo, ya que tenía la impresión de que Liszt quería que fuera un colaborador a tiempo completo en igualdad de condiciones. Cuando asistía a un ensayo en 1850 de Prometeo, le dijo a Bernhard Cossmann, que estaba sentado a su lado, «Escucha la instrumentación. Es mía».
Raff continuó haciendo tales afirmaciones acerca del papel que él había desempeñado en el proceso compositivo de Liszt. Algunos de estos relatos, publicados póstumamente por Die Musik en 1902 y 1903, sugieren que era un colaborador en igualdad de condiciones con Liszt. Las afirmaciones de Raff fueron apoyadas por Joachim, que había estado activo en Weimar aproximadamente en la misma época que Raff. Walker escribe que Joachim posteriormente recordó a la viuda de Raff «que había visto a Raff producir la totalidad de las partituras orquestales a partir de esbozos para piano». Joachim también contó al biógrafo de Raff, Andreas Moser, que «el Concierto para piano en mi bemol mayor fue orquestado de principio a fin por Raff». Las declaraciones de Raff y Joachim cuestionaban efectivamente la autoría de la música orquestal de Liszt, especialmente los poemas sinfónicos. Esta especulación fue rebatida cuando el compositor y estudioso de Liszt Peter Raabe comparó cuidadosamente todos los esbozos entonces conocidos de las obras orquestales del compositor húngaro con las versiones publicadas de las mismas obras. Raabe demostró que, independientemente de la posición de los primeros borradores, o de la cuantía de la ayuda que pudo haber recibido Liszt de Raff o Conradi en ese punto, cada nota de las versiones finales representaba las intenciones de Liszt.

## Contenido programático
Liszt proporcionó prefacios escritos para nueve de sus poemas sinfónicos. Conocía bien la afición del público en general en unir las historias a la música instrumental. Por tanto, en un gesto previsor, dio contexto antes de que otros pudieran inventar algo en su lugar. También puede que creyera que, como muchas de estas obras estaban escritas en formas nuevas, vendría bien una pequeña explicación verbal o escrita para explicar dichas formas. Sin embargo, como el propio compositor escribió sus prefacios o programas para estas obras mucho tiempo después de componer la música, junto con la teoría de que su entonces compañera, la princesa Carolyne zu Sayn-Wittgenstein, probablemente había tenido algo que ver en su formulación, es muy posible que la posteridad haya sobrestimado la importancia del pensamiento extra musical en los poemas sinfónicos de Liszt. Tenía una visión idealizada de sus poemas sinfónicos como algo evocador en lugar de representativo. Por lo general centró más su atención en expresar ideas poéticas mediante el establecimiento de una atmósfera o estado de ánimo, evitando, por norma general, la descripción narrativa o el realismo pictórico.

## Recepción

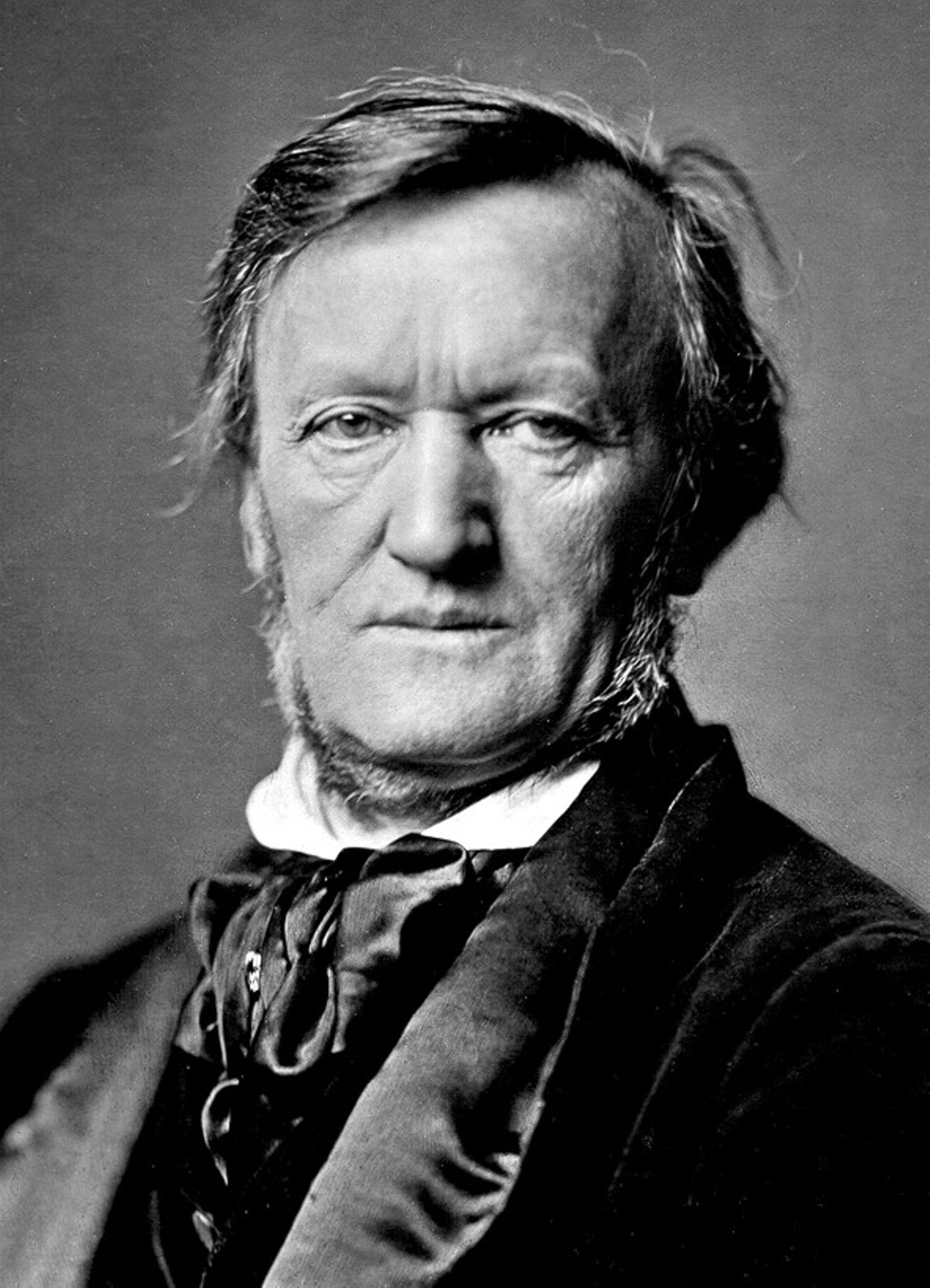
Richard Wagner estaba de acuerdo con la idea de unificar las artes que Franz Liszt había asumido en sus poemas sinfónicos.

Liszt estaba preparando sus poemas sinfónicos durante un periodo de gran debate entre los músicos de Europa central y Alemania, conocido como la Guerra de los románticos. Todos admiraban la obra de Ludwig van Beethoven y un grupo conservador, incluyendo a Johannes Brahms y a miembros del Conservatorio de Leipzig, la consideraban una cima insuperable. Richard Wagner y la Nueva Escuela Alemana (incluyendo al compositor húngaro), por el contrario, veían las innovaciones de Beethoven como un mero comienzo en la música. Con este ambiente, Liszt previó la potencial controversia que podrían generar sus poemas sinfónicos y escribió: «El barómetro no está marcando elogios para mí en este momento. Espero un fuerte aguacero cuando aparezcan los poemas sinfónicos». Joachim estaba consternado por lo que él consideraba una falta de creatividad. El cirujano Theodor Billroth, que también era amigo musical de Johannes Brahms, escribió acerca de los poemas: «Esta mañana [Brahms] y Kirchner interpretaron los Poemas sinfónicos (sic) de Liszt a dos pianos [...], música del infierno, y ni siquiera puede ser llamada música: ¡música de papel higiénico! Al final veté a Liszt por razones médicas y nos purgamos con [el arreglo para piano de] el Sexteto para cuerdas en sol mayor de Brahms». Wagner fue más receptivo; estaba de acuerdo con la idea de unificar las artes que Liszt había asumido y lo escribió en su «Carta abierta sobre los Poemas sinfónicos de Liszt». Walker considera esta carta como el inicio de la Guerra de los románticos:

It is filled with penetrating observations about the true nature of «programme music», about the mysterious relationship between «form» and «content» and about the historical links that bind the symphonic poem to the classical symphony. [...]  The symphonic poems, Wagner assured his readers, were first and foremost music. Their importance for history [...] lay in the fact that Liszt had discovered a way of creating his material from the potential essence of the other arts. [...] Wagner's central observations are so accurate [...] that we can only assume that there had been a number of discussions between [Liszt and Wagner] as to what exactly a «symphonic poem» really was.
Está llena de observaciones incisivas acerca de la verdadera  naturaleza de la «música programática», acerca de la misteriosa relación entre «forma» y «contenido» y sobre los vínculos históricos que unen el poema sinfónico a la sinfonía clásica. [...] Los poemas sinfónicos, según aseguraba Wagner a sus lectores, eran, por encima de todo, música. Su importancia en la historia [...] radicaba en el hecho de que Liszt había descubierto una manera de crear su material desde la esencia potencial de otras artes. [...] Las observaciones centrales de Wagner son tan precisas [...] que sólo podemos asumir que hubo numerosas discusiones entre [Liszt y Wagner] sobre qué era exactamente un «poema sinfónico» en realidad.

Tal fue la controversia sobre estas obras que los críticos pasaron por alto dos puntos. El primero, que la propia actitud del compositor húngaro hacia la música programática derivaba de la Sinfonía Pastoral de Ludwig van Beethoven y habría argumentado igualmente que su música, como la Pastoral, era «más una expresión de sentimientos que pintura». El segundo, que compositores más conservadores como Felix Mendelssohn y Johannes Brahms habían escrito también música programática. La obertura de Las Hébridas de Mendelssohn podría ser considerada como un paisaje marino musical basado en una experiencia autobiográfica pero indistinguible en la intención musical de los poemas sinfónicos de Liszt. Al titular «Edward» la primera de sus Cuatro baladas para piano Op. 10, Brahms designaba esta como la contrapartida musical de un viejo poema escocés homónimo. Esta no fue la única vez que Brahms escribiría música programática.

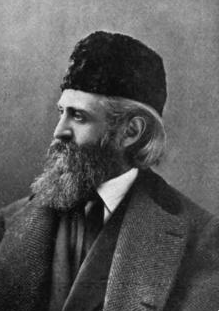
Leopold Damrosch ayudó a popularizar los poemas sinfónicos de Franz Liszt.

Las nuevas obras de Liszt no tenían un éxito de público garantizado, especialmente en las ciudades en las que los oyentes estaban acostumbrados a programas de música más conservadores. Aunque tuvo «un éxito sólido» con Prometeo y Orfeo en 1855 cuando las dirigió en Brunswick, el ambiente para Los preludios y Tasso, lamento y triunfo, que se representaban ese diciembre en Berlín, fue más frío. Su representación de Mazeppa dos años después en Leipzig casi fue detenida debido a los silbidos de la audiencia. Ocurrió un incidente similar cuando Hans von Bülow dirigía Los ideales en Berlín en 1859; después de una representación, el director se volvió hacia el público y ordenó a los manifestantes abandonar la sala, «ya que no es costumbre silbar en esta sala». Las cosas mejoraron un poco en las décadas siguientes, gracias a los esfuerzos de los discípulos de Liszt, como Bülow, Carl Tausig, Leopold Damrosch y Karl Klindworth. Sin embargo, el público de la época no entendió estas composiciones.
El público pudo haberse visto desafiado por la complejidad de las obras, que también habían causado problemas a los músicos. Escritas en nuevas formas, los poemas sinfónicos usaron pulsos poco ortodoxos, produciendo en ocasiones un ritmo inusual. El ritmo irregular provocó dificultades de interpretación y sonaba errático a los oyentes. Comparado con las suaves armonías de las sinfonías de Wolfgang Amadeus Mozart o Joseph Haydn o muchas otras arias operísticas de la época, las avanzadas armonías de los poemas sinfónicos podían producir música chillona o incómoda. Debido al uso de armaduras de clave inusuales, los poemas sinfónicos tenían muchos sostenidos y bemoles más que una obra musical habitual. El mayor número de notas planteaba un desafío a los músicos, ya que tenían que variar el tono de las notas en concordancia con la partitura. Las rápidas fluctuaciones en la velocidad de la música fueron otro factor de complejidad de los poemas sinfónicos. El uso constante de texturas de música de cámara, que eran producidas dando a los solistas pasajes extensos o con pequeños grupos para interpretar pasajes en conjunto, ponía en tensión a la orquesta; los errores del solista o del pequeño grupo no podrían ser «tapados» por el sonido de la orquesta en pleno y serían obvios para todo el mundo.

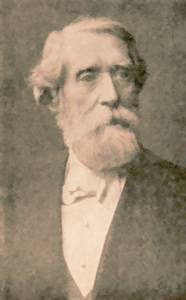
Karl Klindworth, otro seguidor de Franz Liszt que dirigió sus poemas sinfónicos.

Estos aspectos del poema sinfónico requerían que los intérpretes tuvieran una calidad superior, una perfecta entonación, buen oído y conocimiento del papel de los miembros de la orquesta. La complejidad pudo haber sido una de las razones por las que Liszt instó a otros directores para «mantenerse al margen» de sus obras hasta que estuvieran preparados para hacer frente a los cambios. Muchas de las orquestas de pequeños pueblos en esa época no estaban capacitadas para satisfacer las demandas de esta música. Las orquestas contemporáneas también se enfrentaron a otros retos al interpretar los poemas sinfónicos por primera vez. Liszt mantuvo sus obras como manuscritos, distribuyéndolas a las orquestas durante su gira. Algunas partes de estos manuscritos tenían tantas correcciones que los intérpretes tenían dificultades para descifrarlos y más aún para interpretarlos adecuadamente. Los poemas sinfónicos fueron considerados tal riesgo financiero que las partes orquestales de muchos de ellos no se publicaron hasta la década de 1880.

## Legado
A excepción de Los preludios, ninguno de los poemas sinfónicos ha sido incluido en el repertorio habitual de las orquestas, aunque los críticos sugieren que merece la pena seguir escuchando los mejores de ellos —Prometeo, Hamlet y Orfeo—. El musicólogo Hugh MacDonald afirma: «Aunque desiguales en cuanto a su alcance y logros, a veces apuntaban hacia desarrollos más modernos y sembraron las semillas de una rica cosecha de música en las dos generaciones siguientes». Hablando del género mismo, MacDonald añade que, aunque el poema sinfónico está relacionado con la ópera en su estética, en la práctica la suplantaba a ella y a la música cantada hasta convertirse en «la evolución más sofisticada de la música programática en la historia del género». El especialista en Liszt Humphrey Searle concuerda con MacDonald en lo esencial y afirma que el compositor «deseaba exponer las ideas filosóficas y humanistas que para él eran de la mayor importancia». Estas ideas no estaban relacionadas únicamente con los problemas personales de Liszt como artista, sino que también coincidían con los problemas abordados por los pintores y escritores de la época.
En el desarrollo del poema sinfónico, Liszt «satisfizo tres de las principales expectativas de la música del siglo XIX: relacionar la música con el mundo exterior, integrar formas musicales con múltiples movimientos [...] y elevar la música programática a un nivel superior a la ópera, el género anteriormente reconocido como la más alta forma de expresión musical». Cumpliendo estas necesidades, los poemas sinfónicos jugaron un papel principal, ampliando el alcance y el poder expresivo de los avances musicales de su época. Según el historiador musical Alan Walker, «su importancia histórica es innegable; tanto Sibelius como Richard Strauss estuvieron influenciados por ellos y adaptaron y desarrollaron el género a su manera. Con todos sus defectos, estas piezas ofrecen muchos ejemplos del espíritu pionero por el que Liszt es reconocido».

## Lista de poemas

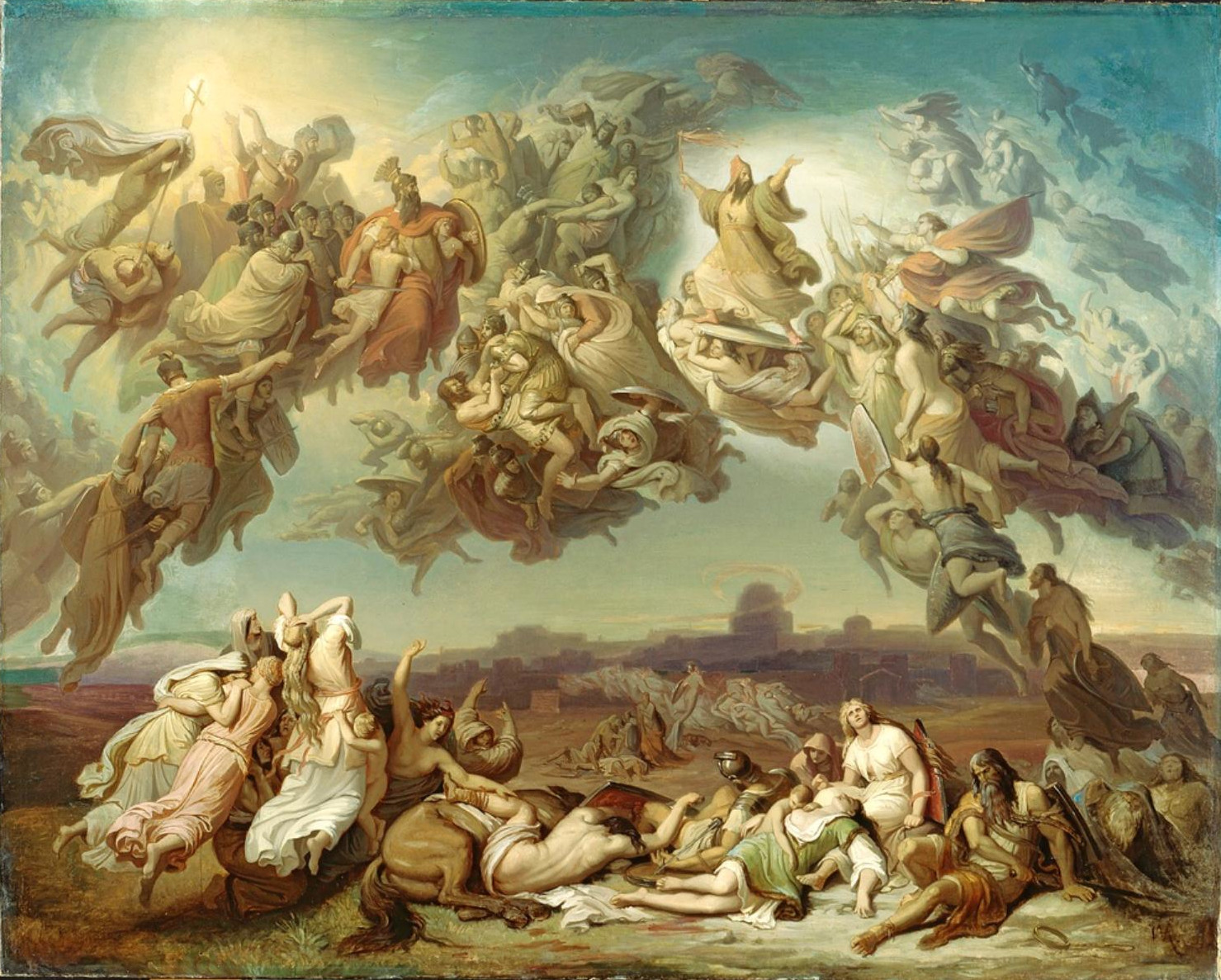
Die Hunnenschlacht, pintado por Wilhelm von Kaulbach, en el que se basó Franz Liszt para su poema sinfónico La batalla de los hunos.

Según su publicación, los Poemas sinfónicos son los siguientes, aunque el orden de composición es diferente:
1. S.95, Ce qu'on entend sur la montagne, ‘Lo que se escucha en la montaña’ (1848–1849; orquestado originalmente por Joachim Raff, tercera versión orquestal de Liszt en 1854), inspirado en el poema Feuilles d'automne de Victor Hugo.
2. S.96, Tasso, Lamento e Trionfo, ‘Tasso, lamento y triunfo’ (primeros bocetos en 1849, orquestado por August Conradi y Raff; expandido y orquestado por Liszt en 1854), basado en el poema Tasso de Lord Byron.
3. S.97, Les Préludes, ‘Los preludios’ (1848), inspirado en la oda de igual título de Alphonse de Lamartine y musicalmente basado en el preludio de la cantata de Liszt Les quatre elements (1845).
4. S.98, Orpheus, ‘Orfeo’ (1853–1854).
5. S.99, Prometheus, ‘Prometeo’ (1850), originalmente obertura para la obra Der entfesselte Prometheus (El Prometeo liberado) de Johann Gottfried Herder.
6. S.100, Mazeppa (1851), basado en el poema homónimo de Victor Hugo.
7. S.101, Festklänge, ‘Sonidos de fiesta’ (1853).
8. S.102, Héroïde funèbre, ‘Heroida fúnebre’ (1849–1850), basado en el primer movimiento de la inacabada Sinfonía revolucionaria de 1830.
9. S.103, Hungaria (1854).
10. S.104, Hamlet (1858), basado en la obra homónima de William Shakespeare.
11. S.105, Hunnenschlacht, ‘La batalla de los unos’ (1856–1857), basado en la pintura de Wilhelm von Kaulbach.
12. S.106, Die Ideale, ‘Los ideales’ (1857), basado en el poema de Friedrich Schiller.
13. S.107, Von der Wiege bis zum Grabe, ‘De la cuna a la tumba’ (1881–1882).

## Obras relacionadas
Las sinfonías Fausto y Dante de Liszt comparten el mismo planteamiento estético que los poemas sinfónicos y, aunque son obras con múltiples movimientos que emplean un coro, sus métodos compositivos y objetivos son similares. Los Dos episodios del Fausto de Lenau también deben considerarse emparentados con los poemas sinfónicos. El primero, «Der nächtliche Zug», es una descripción detallada de cómo ve Fausto pasar una procesión de peregrinos durante la noche. El segundo, «Der Tanz in der Dorfschenke», que también es conocido como el primero de los Mephisto-Walzer, cuenta que Mefistófeles se apodera de un violín durante un baile en una boda en un pueblo.